# Джаора (княжество)

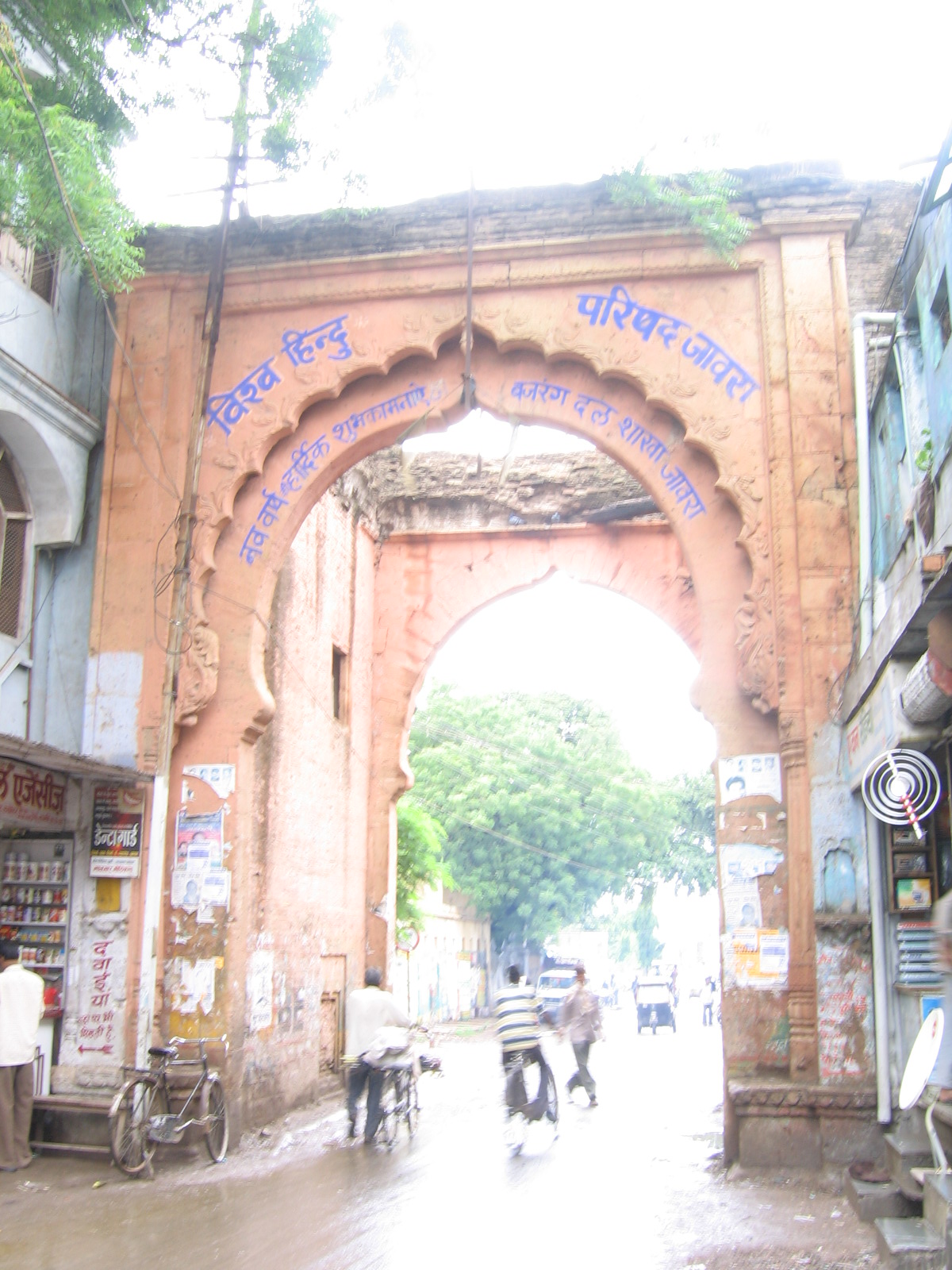
Ворота Ратлами в Джаоре

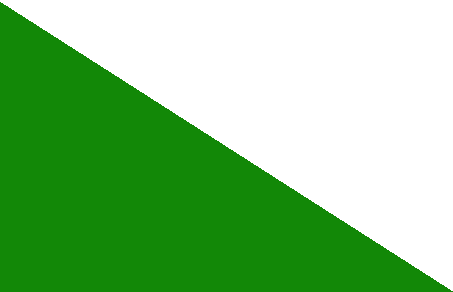
Флаг княжества Джаора в 1865—1895 годах

Княжество Джаора (хинди जावरा रियासत; англ. Jaora State) — туземное княжество Индии в период британского владычества. Имело право на 13-пушечный салют. Входило в состав Агентства Малва.
Общая площадь княжеского государства с зависимыми городами Пиплода и Пант-Пиплода составляла 1471 км². Княжество Джаора делилось на четыре техсила: Джаора, Барауда, Тал и Бархера. Основными культурами были просо, хлопок, кукуруза и опиум. Доход княжества в 1901 году составлял 850 000 рупий.

## История
Княжество Джаора было основано Абдулом Гафуром Мухаммад-Ханом (1775—1825). Абдул Гафур Мухаммад-Хан был кавалерийским офицером, служившим пуштунскому вождю Мухаммаду Амир-Хану, навабу Тонка. Позже он служил Махарадже Холкару из княжества Индор. В 1818 году княжество Джаора перешло под британский протекторат по Мандсаурскому договору. Британская Ост-Индская компания признала права наваба на владение Джаорой, Санджитом, Талем, Малхаргархом, Бхараудой и право взимать дань с Пиплоды. Предполагалось, что наваб будет служить британцам, предоставляя им 500 всадников, 500 пехотинцев и 4 артиллерийских орудия, когда это потребуется.
Наваб Мухаммад Исмаил (правил в 1865—1895 гг.) был почетным майором британской армии. Во время правления наваба Мухаммада Ифтехара Али Хана (правил в 1895—1947 годах) Пиплода стала отдельным государством в 1924 году, а Пант-Пиплода — провинцией Британской Индии в 1942 году. Наваб Мухаммад Усман Али хан (правил в 1947—1948 годах) присоединился к Индийскому союзу 15 июня 1948 года.

## Навабы Джаоры
- 6 января 1817 — 9 сентября 1825: Ифтихар уд-Даула, Наваб Абдул Гафур Мухаммад хан Сахиб Бахадур (1775 — 9 сентября 1825). младший сын Абдул-Хамид Хана.
- 9 сентября 1825 — 29 апреля 1865:  Мухтасим уд-Даула, Наваб Гаус Мухаммад хан Сахиб Бахадур, Шаукат Джанг (1823 — 29 апреля 1865), старший сын предыдущего. Предоставил помощь англичанам во время подавления Сипайского восстания 1857—1858 годов.
- 30 апреля 1865 — 6 марта 1895: Ихтишам уд-Даула, Наваб Мухаммад Исмаил хан Сахиб Бахадур, Фируз Джанг (1854 — 6 марта 1895), старший сын предыдущего. Правил под управлением регентского совета, пока не достиг совершеннолетия и не был наделен всей полнотой правящей власти в 1872 году. Ему присвоен был англичанами почетный чин майора.
- 6 марта 1895 — 15 августа 1947: Фахр уд-Даула, Наваб сэр Мухаммад Ифтихар Али хан Сахиб Бахадур, Саулат Джанг (17 января 1883 — 18 декабря 1947), пятый сын предыдущего. Имел почетный чин подполковника. Подписал акт о присоединении к Доминиону Индии в августе 1947 года.
- 18 декабря 1947 — 9 ноября 1972: Асиф уд-Даула, Наваб Мухаммад Усман Али хан Сахиб Бахадур, Саулат Джанг (4 июля 1916 — 9 ноября 1972), старший сын предыдущего
- 9 ноября 1972 — 19 декабря 1999: Асиф уд-Даула, Наваб Мухаммад Муртаза Али хан Сахиб Бахадур, Саулат Джанг (4 июля 1916 — 19 декабря 1999), младший брат-близнец предыдущего.